# 小牧自然
小牧 自然（こまき じねん、1876年（明治9年）3月22日 - 1939年（昭和14年）6月7日）は、日本の海軍軍人、政治家。最終階級は海軍少将。

## 履歴
高知県安芸郡土居村（現・安芸市）に生まれる。海南中学校を経て、1897年（明治30年）12月、海軍兵学校（25期）を卒業し、1899年（明治32年）2月、海軍少尉任官。日露戦争には「常磐」分隊長として出征し、さらに「平壌丸」「厳島」の各航海長を歴任した。1909年（明治42年）5月、海軍大学校（甲種6期）を卒業し「吾妻」航海長に就任。
1909年10月、「香取」航海長心得となり、呉鎮守府参謀兼望楼監督官、海軍省軍務局局員兼教育本部員（二部）、「出雲」副長心得を歴任。1912年（大正元年）12月、海軍中佐に昇進し「出雲」副長に就任。1913年（大正2年）11月、海軍省出仕となり、練習艦隊参謀、教育本部員、兼軍務局局員（一課）などを経て、1915年（大正4年）12月、「千代田」艦長となる。
1915年（大正4年）12月、海軍大佐に進級し「日進」艦長に着任。以後、軍務局第二課長、初代「陸奥」艦長、軍令部出仕などを歴任し、1921年（大正10年）12月、海軍少将に進み軍令部参謀（第二班長）に就任。軍令部出仕を経て1923年（大正12年）12月、待命となり、1924年（大正13年）2月、予備役編入となった。
退官後、赤坂区の区議会議員を務めた。1939年（昭和14年）没、64歳。

## 栄典
- 1899年（明治32年）3月10日 - 正八位[1]
- 1900年（明治33年）12月8日 - 従七位[2]
- 1902年（明治35年）12月25日 - 正七位[3]
- 1907年（明治40年）11月30日 - 従六位[4]
- 1913年（大正2年）2月10日 - 正六位[5]
- 1916年（大正5年）12月28日 - 従五位[6]
- 1922年（大正11年）1月20日 - 正五位[7]

勲章等
- 1904年（明治37年）1月29日 - 勲六等瑞宝章[8]
- 1906年（明治39年）4月1日 - 功五級金鵄勲章・勲五等双光旭日章・明治三十七八年従軍記章[9]
- 1915年（大正4年）11月7日 - 勲三等瑞宝章・大正三四年従軍記章[10]
- 1920年（大正9年）11月1日 - 戦捷記章[11]
- 1921年（大正10年）7月1日 - 第一回国勢調査記念章[12]

## 参考資料
- 『高知県人名事典』高知市民図書館、1970年。
- 外山操編『陸海軍将官人事総覧 海軍篇』芙蓉書房出版、1981年。
- 福川秀樹『日本海軍将官辞典』芙蓉書房出版、2000年。
- 海軍歴史保存会編『日本海軍史』第10巻、発売:第一法規出版、1995年。